# Glencoe (Wisconsin, város)
Glencoe város az USA Wisconsin államában, Buffalo megyében. Lakosainak száma 402 fő (2020. április 1.).

## Népesség
A település népességének változása:

| 2010 | 485 |
| 2020 | 402 |